# (15743) 1991 ND7
1991 أن دي 7 (ويعرف أيضًا باسم (15743) 1991 أن دي 7 وفق تسمية الكوكب الصغير) (بالإنجليزية: 1991 ND7)‏؛ هو كويكب ضمن حزام الكويكبات.
اكتُشف هذا الجُرم الفلكي بواسطة هنري ديبهون في 12 يوليو 1991، وترتيبه 15743 من حيث الاكتشاف.

## الوصف
اكتُشف 157431991ND في 12 يوليو 1991 في مرصد لاسيلا، الواقع في صحراء أتاكاما، إقليم كوكيمبو في تشيلي، بواسطة عالم الفلك البلجيكي هنري ديبهون. وقد رصد المشروع 2,243 مشاهدة للكويكب إلى غاية 8 يوليو 2021 بتوقيت منطقة المحيط الهادئ، أي في مدة قدرها 15,619 يومًا (42.8 عام). تستغرق الفترة المدارية للكويكب 1,630 يومًا (4.5 عام).

## الخصائص المدارية
يتميز مدار هذا الكويكب بنصف محور رئيسي يبلغ 2.71 وحدة فلكية، وحضيض قدره 2.58 وحدة فلكية، وانحراف قدره 0.046 وزاوية ميلان 2.8 درجة بالنسبة لمسار الشمس. بسبب هذه الخصائص، أي نصف المحور الرئيسي بين 2 و3.2 وحدة فلكية وحضيض أكبر من 1,666 وحدة فلكية، يُصنف هذا الجُرم الفلكي وفقًا لقاعدة بيانات مختبر الدفع النفاث لأجرام النظام الشمسي الصغيرة كائنًا من حزام الكويكبات الرئيسي.

## وصلات خارجية
- (15743) 1991 ND7 في قاعدة بيانات مختبر الدفع النفاث لأجرام النظام الشمسي الصغيرة

- الاكتشاف · مخطط المدار ·  العناصر المدارية · المعلمات المادية

- (15743) 1991 ND7 على موقع ويكي سكاي: DSS2, SDSS, GALEX, IRAS, Hydrogen α, X-Ray, Astrophoto, Sky Map, Articles and images